# Girls! Girls! Girls!
Girls! Girls! Girls! ist ein US-amerikanischer Musikfilm von Norman Taurog aus dem Jahr 1962. Es war der elfte Film, in dem Elvis Presley eine Rolle übernahm.

## Handlung
Ross Carpenter lebt als Fischer auf Hawaii. Er ist Kapitän des Fischerboots „Kingfisher“, mit dem er Touristen aufs Meer fährt und ihnen beim Hochseefischen hilft. Ross’ Mutter ist bei seiner Geburt verstorben, mit seinem Vater baute er später das Segelboot „Westwind“. Als sein Vater überraschend starb, musste Ross das Boot verkaufen. Papa Stavros, der wie ein Vater zu ihm ist, kaufte ihm das Boot ab, ließ ihn aber weiter darauf wohnen und mit ihm ausfahren. Ross’ Traum ist es, das Boot zurückkaufen zu können. Dem ordnet er alles unter – auch seine Freundin Robin, die als Sängerin in einer Bar arbeitet.
Nun ist Mutter Stavros erkrankt. Der Arzt rät ihr, vom Meer wegzuziehen und so beschließt die Familie Stavros, sämtliche Boote zu verkaufen. Wesley Johnson erwirbt die Boote, darunter auch die „Westwind“. Nach zähen Verhandlungen darf Ross für ihn arbeiten. Zwar fängt er als Fischer wieder ganz von vorne an, darf jedoch weiterhin auf der „Westwind“ wohnen, bis sich ein neuer Käufer für das Segelboot gefunden hat.
Trost findet Ross in dieser Zeit nicht bei Robin, von der er sich getrennt hat, sondern bei Laurel, die er in Robins Bar kennengelernt hat. Beide treffen sich häufig und übernachten während eines Gewitters bei der befreundeten Familie Yung in Paradise Cove. Da Ross weiterhin Geld für das Boot spart, beginnt er neben seiner Fischerarbeit abends in Robins Bar als Sänger zu arbeiten. Dadurch versetzt er Laurel, die ihm Vorwürfe macht – beide trennen sich im Streit.
Laurel beginnt, als Hutverkäuferin zu arbeiten. Was Ross nicht weiß, ist, dass Laurels Eltern reich sind. Sie erbittet schließlich von ihrem Vater die zum Kauf der „Westwind“ nötigen 10.000 Dollar und kauft das Boot. Als Ross davon erfährt, wird er wütend: Immer habe er sich Dinge von anderen erbetteln müssen und immer die Almosen anderer annehmen müssen, sodass er die „Westwind“ aus Prinzip nicht von Laurel annehmen werde. Er reist nach Paradise Cove, ohne sich von Laurel zu verabschieden. Die erfährt erst von Robin, wo sich Ross aufhält. Sie beschließt, mit der „Westwind“ zu Ross zu fahren. Als Skipper bietet sich nur Wesley an, der Laurel für sich haben will. Während der Überfahrt bedrängt er Laurel. Ross’ Freund Chen beobachtet sie von einem Fischerboot aus und alarmiert Ross über den Notruf der Küstenwache. Der fährt mit Vater Yung zur „Westwind“, schlägt Wesley nieder und nimmt Laurel mit an Bord seines kleinen Motorboots. Zudem muss Wesley ihm versprechen, Laurel das Boot wieder abzukaufen.
Am Abend findet bei der Familie Yung ein großes Fest anlässlich eines guten Fangs statt. Ross macht Laurel einen Heiratsantrag. Er hat erkannt, dass er die „Westwind“ bisher über alles andere gestellt hatte. Er will sie nun nicht mehr kaufen. Stattdessen plant er, mit Laurel ein neues Segelboot zu bauen.

## Produktion
Der Film wurde vom 9. April 1962 bis zum 15. Mai 1962 auf Hawaii gedreht. Zu den Drehorten gehörten unter anderem die Bumble Bee Tuna Company in der Nähe von Waikīkī Beach und der Ala Wai Yachthafen. Innenaufnahmen entstanden in den Paramount Studios.
In den USA lief Girls! Girls! Girls! am 21. November 1962 in den Kinos an. In Deutschland kam der Film am 12. April 1963 in die Kinos.
Im Film sind zahlreiche Lieder zu hören. Elvis Presley singt:
- Girls! Girls! Girls! (Jerry Leiber & Mike Stoller)
- I Don't Wanna Be Tied (Bill Giant, Bernie Baum & Florence Kaye)
- We'll Be Together (Charles O'Curran & Dudley Brooks)
- A Boy Like Me, A Girl Like You (Sid Tepper & Roy C. Bennett)
- Return to Sender (Otis Blackwell & Scotty Moore)
- Because of Love (Ruth Batchelor & Bob Roberts)
- Thanks to the Rolling Sea (Ruth Batchelor & Bob Roberts)
- Song of the Shrimp (Sid Tepper & Roy C. Bennett)
- The Walls Have Ears (Sid Tepper & Roy C. Bennett)
- We're Coming in Loaded (Otis Blackwell & Scotty Moore)
- Dainty Little Moonbeams (Jerry Leiber & Mike Stoller)
- I Don't Want To (Janice Torre & Fred Spielman)
- Where Do You Come From (Ruth Batchelor & Bob Roberts)

Stella Stevens singt die Lieder:
- Never Let Me Go (Jay Livingston & Ray Evans)
- The Nearness Of You (Ned Washington & Hoagy Carmichael)
- Baby, Baby, Baby

Zusammen mit Ginny und Elizabeth Tiu ist Elvis Presley mit dem Titel Earth Boy zu hören. The Four Amigos singen zudem den Titel Mama.

## Kritik
Der film-dienst schrieb 1963:

„Elvis Presleys Naturburschen-Charme bekommt diesmal Hawaiis Gestade zum Hintergrund – quasi Freddy made in USA. […] Der Rock-’n’-Roll-König von einst hat sein Repertoire gewaltig ausgeweitet. Es reicht in diesem Film vom Matrosen-Shantie über den Jamaica-Song bis zum Liebeslied und Twist. Dieses reichhaltige Potpourri ist durch die […] dürftige Handlung aufgelockert, die recht brav und mit kaum angedeutetem Sex verfilmt ist. Jugendliche von 14 Jahren aufwärts, die ‚auf Elvis stehen‘, brauchen sich den Film also nicht entgehen zu lassen.“

Das vom film-dienst 1990 herausgegebene Lexikon des Internationalen Films bezeichnete Girls! Girls! Girls! als „ein vom Twist bis zur Schnulze reichendes Elvis-Presley-Potpourri.“
Time Out London befand, dass der Film zwar nicht gerade ein Ausbund an Geist und Gelehrsamkeit sei, jedoch zu den besseren Filmen Elvis Presleys gehöre. Dies sei vor allem Hauptdarstellerin Stella Stevens zu verdanken, die zu den wenigen Filmpartnerinnen Elvis Presleys gehörte, die ihm Konkurrenz machen konnten.

## Auszeichnungen
Girls! Girls! Girls! wurde 1963 für einen Golden Globe in der Kategorie Best Motion Picture – Musical nominiert, verlor jedoch gegen Music Man.
Der Film war 1963 in zwei Kategorien bei den Laurel Awards nominiert. In der Kategorie Top Musical verlor er gegen Music Man; Elvis Presley musste sich in der Kategorie Top Male Musical Performance Robert Preston geschlagen geben, der den Preis für seine Darstellung in Music Man erhielt.